# Tristan Vautier
Tristan Vautier (ur. 22 sierpnia 1989 w Saint-Martin-d’Hères) – francuski kierowca wyścigowy.

## Kariera
Vautier rozpoczął karierę w wyścigach samochodowych w 2006 roku od startów we Francuskiej Formule Renault Campus, gdzie dwunastokrotnie stawał na podium, a sześciokrotnie na jego najwyższym stopniu. Dorobek 195 punktów dał mu tytuł wicemistrzowski w klasyfikacji generalnej. W późniejszych latach pojawiał się także w stawce Francuskiej Formuły Renault, Europejskiego Pucharu Formuły Renault 2.0, Zachodnioeuropejskiego Pucharu Formuły Renault 2.0, Formuły 2, French GT Championship, Formuły Palmer Audi, Star Mazda Championship, Formula Car Challenge West Coast, Blancpain Endurance Series, Firestone Indy Lights (mistrz w 2012 roku), Grand American Rolex Series, F1600 Championship Series oraz IZOD IndyCar Series.